# Espeyroux
Espeyroux är en kommun i departementet Lot i regionen Occitanien i södra Frankrike. Kommunen ligger i kantonen Lacapelle-Marival som tillhör arrondissementet Figeac. År 2022 hade Espeyroux 96 invånare.

## Befolkningsutveckling
Antalet invånare i kommunen Espeyroux
| Referens: INSEE |